# Pentelitha
Pentelitha ist der Name eines griechisch-römischen Geschicklichkeitsspiels und bedeutet so viel wie „fünf Steine“ (altgriechisch πέντε pénte „fünf“ und λίθος líthos „Stein“). Die Römer übernahmen dieses Spiel von den Griechen.
Anders als der Name vermuten lässt, wurde Pentelitha nicht mit Steinen gespielt, sondern mit Astragalen, den Sprunggelenksknochen von Ziegen und Schafen.

## Spielablauf
Fünf Astragale wurden in die Hand genommen, in die Luft geworfen und mussten mit dem Handrücken wieder aufgefangen werden. Die auf dem Handrücken aufgefangenen Astragale wurden dann abermals in die Luft geschleudert und mussten nun mit einer Greifbewegung gefangen werden, wobei der Handrücken nach oben zeigen musste.
Siehe auch: Römische Spiele